# Chúa tể những chiếc nhẫn: Hiệp hội nhẫn thần
Lord of the Rings: The Fellowship of the Ring (Chúa tể của những chiếc nhẫn: Đoàn Hộ Nhẫn ) là bộ phim giả tưởng của đạo diễn Peter Jackson ra mắt năm 2001. Tác phẩm đã mở đầu cho loạt Chúa tể của những chiếc nhẫn và dựa theo tập đầu cùng tên trong bộ tiểu thuyết giả tưởng 3 tập The Lord of the Rings của nhà văn người Anh J. R. R. Tolkien. Lấy bối cảnh vùng Trung Địa, bộ phim kể về cuộc hành trình tiêu diệt Chiếc nhẫn quyền lực (One Ring) của một người Hobbit tên là Frodo Baggins. Số phận của Middle-earth nằm trong tay Frodo và tám người bạn trong Hiệp hội bảo vệ nhẫn (The Fellowship of the Ring) trong chuyến đi tới núi Doom ở Mordo, nơi duy nhất có thể phá huỷ chiếc nhẫn One Ring của Chúa tể bóng tối Sauron.
Ra mắt vào ngày 19 tháng 9 năm 2001, bộ phim được các nhà phê bình và khán giả đánh giá cao, và đặc biệt là bộ phim khá trung thành với tác phẩm nguyên gốc. Bộ phim rất thành công về mặt doanh thu, kiếm được tổng cộng 870 triệu đôla Mỹ sau khi trình chiếu trên toàn thế giới; cao thứ hai năm 2001 (sau Harry Potter và Hòn đá Phù thủy) và cao thứ năm trong danh sách 14 bộ phim có doanh thu toàn thế giới cao nhất mọi thời đại. Bộ phim được trao năm giải từ BAFTA (Viện hàn lâm Điện ảnh và Nghệ thuật Truyền hình Anh), bao gồm giải Phim hay nhất và Đạo diễn xuất sắc nhất. DVD bản mở rộng đặc biệt ra mắt vào 12 thắng 10 năm 2002. Năm 2007, The Lord of the Rings: The Fellowship of the Ring được Viện phim Mỹ bầu chọn ở vị trí thứ 50 trong 100 phim Mỹ hay nhất mọi thời đại.

## Cốt truyện
Lời mở đầu bộ phim được đọc bởi Galadriel kể rằng Chúa tể bóng tối Sauron đã tạo ra chiếc nhẫn quyền lực nhằm thống trị vùng Trung Địa (Middle Earth). Liên minh cuối cùng giữa người và tiên đã cùng hợp sức chống lại quân đội của Sauron dưới chân núi Doom; nhưng cuối cùng Elendil, vua của loài người, đã bị Sauron giết chết. Hoàng tử Isildur lúc đó đã nhặt thanh kiếm gãy của người cha (thanh Narsil) lên chặt đứt ngón tay Sauron, chiếc nhẫn tách khỏi hắn và toàn bộ đội quân ma quỷ bị chế ngự. Dù vậy linh hồn của Sauron đã nhập vào chiếc nhẫn và hắn chỉ bị đánh bại hoàn toàn khi chiếc nhẫn bị phá huỷ. Isildur cầm lấy chiếc nhẫn và không kháng cự được ham muốn giữ nó cho riêng mình, ông ta đã không phá huỷ nó. Sau đó ông ta đã bị bọn quái vật phục kích và giết chết, còn chiếc nhẫn rơi xuống sông. Hàng ngàn năm sau, chiếc nhẫn được một kẻ tên là Gollum tìm thấy và giữ trong 500 năm, nó giúp hắn ta có được một cuộc sống "dài một cách quái dị". Nhưng cuối cùng chiếc nhẫn cũng rời xa hắn và rơi vào tay một người Hobbit tên là Bilbo Baggins, đó là một thảm hoạ với Gollum. Bilbo mang chiếc nhẫn đi phiêu lưu cùng với Gandalf và trở về nhà ở làng Shire, câu chuyện được tiếp tục vào sáu mươi năm sau đó.
Vào sinh nhật thứ 111, Bilbo giao lại chiếc nhẫn cho người cháu Frodo Baggins. Pháp sư Gandalf nhanh chóng nhận ra đó chính là Chiếc nhẫn quyền lực từng thuộc về tay Sauron. Gandalf bảo Frodo tới làng Bree cùng với Samwise Gamgee, còn ông đến Isengard để gặp Saruman, giáo chủ của mình. Saruman nói với Gandalf rằng những Ma nhẫn (Ringrwaiths) đã lên đường rời khỏi Mordor để truy tìm chiếc nhẫn và giết bất kì kẻ nào giữ nó. Sau khi thuyết phục Gandalf về phe Sauron nhưng không thành công, Saruman đã giam ông trên đỉnh Orthanc.
Còn Frodo và Sam lúc này đã nhập bọn với Merry và Pippin trên đường đi. Những Hobbit cuối cùng cũng tới được làng Bree sau khi đụng độ Ma nhẫn. Tại quán Con ngựa nhảy họ gặp Strider và được anh ta đồng ý đưa tới Rivendell. Họ chỉ còn có thể tin tưởng vào Strider vì Gandalf không để lại bất kì chỉ dẫn nào. Khi nhóm bạn nghỉ qua đêm trên đỉnh đồi Weathertop, họ đã bị những Ma nhẫn tấn công. Strider đánh đuổi được bọn chúng nhưng Frodo lại bị đâm bơi thanh gươm Morgul và cần nhanh chóng đưa tới Rivendell để chữa trị. Tiên nữ Arwen đã giúp Frodo thoát khỏi sự săn đuổi của Nazgul và đưa cậu tới nơi ở của loài tiên tại Rivendell để cha cô, Elrond, cứu chữa.
Tại Rinvendell, Frodo gặp lại Gandalf lẫn Bilbo. Vị pháp sư giải thích cho cậu nguyên do không tới được Bree. Cùng lúc diễn ra cuộc thảo luận của rất nhiều người, và Elrond đã lập ra một hội đồng để quyết định xem cần làm gì với chiếc nhẫn. Mọi người đều nhất trí chiếc nhẫn cần bị (và chỉ có thể) phá huỷ trong ngọn lửa của núi Doom, nơi nó được rèn ra. Núi Doom là ngọn núi lửa ở Mordor và nằm sát bên pháo đài Barad-dur của Sauron; do đó cuộc hành trình phá huỷ chiếc nhẫn sẽ rất khó khăn và nguy hiểm. Cuộc thảo luận dần trở nên to tiếng vì không thể nhất trí được là loài người, loài tiên hay người lùn sẽ lãnh trách nhiệm quan trọng đó; đúng lúc ấy Frodo đã lên tiếng nhận nhiệm vụ mang chiếc nhẫn tới Mordor. Những người tình nguyện đi theo bảo vệ cậu gồm ba người bạn Hobbit, Gandalf, Strider (sau được biết đến là Aragorn, dòng dõi nhà vua xứ Gondor), vị tiên Legolas, người lùn Gimli, và Boromir - con trai quan nhiếp chính Gondor. Chín người này được gọi là Hiệp hội bảo vệ nhẫn (The Fellowship of the Ring). Khi hiệp hội bắt đầu chuyến đi và vượt qua đỉnh Caradhras, họ đã bị Saruman dùng phép thuật ngăn lại và buộc phải đi qua hầm mỏ Moria dưới chân núi. Họ khám phá ra rằng nỗ lực của Balin, anh họ của Gimli, trong việc xây dựng một vương quốc mới của người lùn đã bị thất bại. Sau đó hiệp hội bị tấn công bởi quái vật, quỷ khổng lồ và chạm trán với Balrog, một ác quỷ cổ xưa của lửa và bóng tối, trên cầu Khazad-dum. Trong khi Frodo bị một con quỷ khổng lồ xiên nhưng thoát chết nhờ chiếc áo giáp làm từ sợi Mithrir do Bilbo đưa trước đó thì Gandalf đã ngã xuống vực thẳm cùng Balrog khi đang chiến đấu với con quái vật để những người khác có thể thoát khỏi vương quốc dưới lòng đất.

Gandalf đối mặt với Balrog

Những người còn lại đi tới vương quốc Lothlórien của loài tiên, nơi được cai trị bởi nữ vương Galadriel và người chồng Celeborn. Sau khi nghỉ ngơi, họ quyết định đi thuyền qua sông Anduin để tới Parth Galen. Trước khi ra đi, Frodo được tặng Chiếc lọ của Galadriel (Phial of Galadriel), vật chứa đựng ánh sáng ngôi sao Eãrendi. Khi đến Parth Galen, Boromir đã cố cướp chiếc nhẫn từ tay Frodo và cậu đã phải đeo nó vào để trốn thoát. Biết rằng sự cám dỗ của chiếc nhẫn sẽ còn ảnh hưởng tới những người khác, Frodo quyết định sẽ tới Mordor một mình. Cùng lúc đó, những người còn lại trong hiệp hội bị bọn quái vật Uruk-hai tấn công. Merry và Pippin biết Frodo định ra đi đã đánh lạc hướng những tên quái vật để cậu có thể trốn thoát. Boromir dũng cảm xông tới cứu hai Hobbit nhưng lại bị chỉ huy đàn Uruk-hai, Lurtz, đánh trọng thương; Merry và Pippin bị bắt sống. Aragorn, Legolas, Gimli tìm thấy Boromir và rất thương tiếc vì anh ta đã cố cướp chiếc nhẫn và chết.
Họ quyết định đuổi theo bọn quái vật để cứu hai Hobbit và để Frodo tự quyết định số phận của mình. Frodo quyết định tách khỏi nhóm để tự mình đi tới Mordor, Sam đã đi cùng với Frodo và cả hai người cùng hướng tới Mordor.

## Thành viên của Hiệp hội bảo vệ nhẫn
| Thành viên                  | Chủng tộc  | |
| --------------------------- | ---------- | --- |
| Frodo Baggins               | Hobbit     | Là cháu nuôi và người thừa kế của Bilbo, cũng là người mang Nhẫn. Anh ta khoảng 33 tuổi khi anh thừa kế chiếc nhẫn từ Bilbo và 50 khi anh bắt đầu hành trình tới Rivendell.                                        |
| Samwise "Sam" Gamgee        | Hobbit     | Thợ làm vườn của Frodo, sau này trở thành người bạn đồng hành trung thành của Frodo trong cuộc hành trình hủy diệt chiếc Nhẫn.                                                                                     |
| Meriadoc "Merry" Brandybuck | Hobbit     | Con trai của Gia trưởng vùng Buckland, là người anh em họ của cả Frodo và Pippin, rất thân với Pippin. |
| Peregrin "Pippin" Took      | Hobbit     | Con trai của lãnh tụ (Thain) vùng Tookland, người nhỏ tuổi nhất trong nhóm và là anh em họ của cả Frodo và Merry.                                                                                                  |
| Gandalf Xám                 | Maiar      | Một phù thủy, người lãnh đạo Hiệp hội cho tới khi ông ngã xuống vực sâu ở Cầu Khazad-dûm tại hầm mỏ Moria khi chiến đấu với một con Balrog của Morgoth.                                                            |
| Aragorn (Strider)           | Loài người | Người lãnh đạo của những Cung thủ phương Bắc và là người kế vị Isildur và Elendil, người đã đồng hành cùng những người hobbit từ Bree đến Rivendell và trở thành một thành viên của Hiệp hội bảo vệ nhẫn.          |
| Legolas                     | Tiên       | Con trai Thranduil, vua của tộc tiên rừng Mirkwood. Anh ta đến để thông báo cho Elrond biết về cuộc trốn thoát của Gollum.                                                                                         |
| Gimli                       | Người lùn  | Con trai của Gloin. Ông đến Rivendell từ Ngọn núi cô đơn cùng với cha ông để tìm kiếm lời khuyên về sự biến mất bất ngờ của Balin, Ori và Oin cũng như cảnh báo Bilbo rằng gián điệp của Sauron đang tìm kiếm ông. |
| Boromir                     | Loài người | Con trai Denethor, quan nhiếp chính của Gondor. Anh đến Rivendell để tìm ý nghĩa về một giấc mơ dự báo tương lai.                                                                                                  |

## Diễn viên chính
Trước khi bộ phim được thực hiện vào ngày 11 tháng 10 năm 1999, các diễn viên chính đã mất sáu tuần để học đấu kiếm (với Bob Anderson), cưỡi ngựa và chèo thuyền. Jackson hi vọng những hoạt động này sẽ giúp các diến viên nhập tập vào bộ phim để các cảnh quay diễn ra chân thật nhất đồng thời cho họ tới sống ở Wellington. Họ cũng phải luyện tập để nói được thứ ngôn ngữ do Tolkien sáng tạo ra. Sau khi bấm máy, chín diễn viên đóng vai chín nhân vật trong Hiệp hội bảo vệ Nhẫn đều mang một hình xăm: ký tự chỉ số 9 trong ngôn ngữ loài tiên.
- Elijah Wood trong vai Frodo Baggins: Một người Hobbit được thừa kế Chiếc nhẫn quyền lực (One Ring) từ người bác Bilbo Baggins. Cậu ta được hộ tống bởi người bạn thân nhất và cũng là một Hobbit: Samwise Gamgee. Elija Wood là diễn viên đầu tiên được phân vai vào ngày 7 tháng 7 năm 1999[3]. Wood là một người hâm một cuốn sách, trong buổi thử giọng anh đã hoá trang như Frodo Baggins và đọc lời của nhân vật trong tiểu thuyết[4]. Wood đã được chọn trong 150 diễn viên tham gia thử giọng vai này[5].
- Sean Astin trong vai Samwise Gamgee (Sam): Là người làm vườn và bạn thân của Frodo. Bị phát hiện khi đang nghe lén, Sam phải hộ tống Frodo và sau đó cậu trở thành một người bạn trung kiên. Astin, lên chức cha sau đó, đã rất thân thiết với diễn viên 18 tuổi Wood giống như Sam và Frodo trong bộ phim[1].
- Viggo Mortense trong vai Aragorn: Còn được gọi là Strider, là người bảo vệ rừng ở Dúnadain và là người kế thừa ngai vàng Gondor. Anh ta đi cùng Hiệp hội tới Mordor. Anh sợ nếu trở thành vua thì sẽ đi vào vết xe đổ của cụ tổ Isildur, người không chịu phá hủy Chiếc nhẫn khi có cơ hội. Nicholas Cage đã từ bỏ vai diễn này vì "bận việc gia đình"[6]. Trong khi đó, Vil Diesel, một fan hâm mộ của tác phẩm The Lord of the Rings, đã thử vai diễn trước khi nó được phân cho Stuart Townsend; nhưng cuối cùng Jackson lại từ chối anh này vì lý do còn quá trẻ[4]. Russel Crowe cũng từng được đề nghị đóng vai này, nhưng anh đã từ chối sau khi đóng phim "Võ sĩ giác đấu". Nhà sản xuất Mark Odesky đã Mortensen diễn và con trai của anh, một fan của cuốn sách, đã thuyết phục anh đóng vai này[1]. Mortensen đã đọc tác phẩm trên máy bay, nhận một khóa học cấp tốc với Bob Anderson và quay cảnh phim đầu tiên trên đỉnh Weathertop[7]. Mortensen đã gây kinh ngạc cho đoàn làm phim bởi anh cố nhập vai bằng cách mặc y phục của nhân vật và mang theo thanh kiếm "anh hùng" ngay cả khi không quay phim[1].

Các diễn viên chính trong The Fellowship of the Ring. Tất cả đều mang hình xăm số "9" trong ngôn ngữ loài tiên (ngoại trừ John Rhys-Davies) 5 tháng sau khi ký hợp đồng quay phim

- Ian McKellen trong vai Gandalf Xám: Một pháp sư và là cố vấn thông thái cho Frodo Baggins, người giúp cậu quyết định nên làm gì với Chiếc nhẫn. Ông là người dẫn đầu Hiệp hội bảo vệ nhẫn trong cuộc hành trình tới núi Doom để tiêu hủy nó. Sean Connery đã được giao cho vai diễn này nhưng ông ta lại không hiểu được cốt truyện[4], trong khi đó Patrick Stewart từ chối nhận vai này vì không thích kịch bản[8]. Trước khi nhập vai, McKellen đã phải lên lịch làm việc với hãng 20th Century Fox vì trong 2 tháng ông phải đóng cả vai trong phim X-Men[5]. Ông thích vai Gandalf Xám trong phần này hơn hai phần tiếp theo[2]; và khác với nhân vật trên màn ảnh, McKellen không dành nhiều thời gian với các Hobbit, thay vào đó ông làm việc với những người cao gấp đôi họ[1].
- Dominic Monaghan trong vai Meriadoc "Merry" Brandybuck: Là một Hobbit bạn của Frodo. Anh ta giúp cậu tới bến thuyền để chạy thoát Nazgûl, gia nhập Hiệp hội trong hành trình tới Mordor, cùng với người bạn thân nhất là Pippin. Monaghan được nhận vai Merry sau khi tới thử vai Frodo[4].
- Billy Boyd trong vai Peregrin "Pippin" Took: Một người Hobbit trong Hiệp hội bảo vệ nhẫn, luôn đi cùng người bạn thân nhất là Merry. Anh ta là một người bạn tốt nhưng cũng là kẻ hay nghịch ngợm, thường hay gây rắc rối cho Gandalf.
- Sean Bean trong vai Boromir: Con trai quan nhiếp chính Gondor, trong cuộc hành trình cùng Hiệp hội anh ta đã bị Chiếc nhẫn thu phục. Anh ta cho rằng Gondor không cần có vua, tuy vậy vẫn là một người bạn của Aragorn. Bruce Willis, một fan của cuốn sách, tỏ ý muốn đóng vai này, trong lúc đó Liam Neeson cũng được gửi cho kịch bản, nhưng cuối cùng Sean Bean mới là người được nhận[4].
- Orlando Bloom trong vai Legolas: Hoàng tử của vương quốc tiên Woodland, một cung thủ tài ba và tham gia Hiệp hội bảo vệ Nhẫn. Bloom ban đầu thử vai Faramir, vai xuất hiện trong phần hai bộ phim mà sau này được giao cho David Wenham[4].
- John Rhys-Davies trong vai Gimli: Một người lùn tham ra Hiệp hội sau khi rời Rivendell. Ông ta không ưa loài tiên. Billy Connolly đã được đề nghị đóng Gimli[4]. Rhys-Davies phải mang những phục trang khá nặng khi vào vai Gimli, những thứ làm ông bị giảm tầm nhìn, cuối cùng thì ông bị mắc bệnh chàm quanh mắt[1].
- Christopher Lee trong vai Saruman Trắng: Giáo chủ sa ngã của Hội Istari, người đầu hàng Sauron và cho hắn sử dụng quả cầu tiên tri palantír. Sau khi bắt giam Gandalf, hắn tạo ra đọa quân Uruk-hai để săn đuổi Hiệp hội giành lại Chiếc nhẫn. Lee rất yêu thích cuốn sách và đọc nó mỗi năm một lần. Ông còn từng gặp mặt J. R. R. Tolkien[7]. Ban đầu ông thử vai Gandalf, nhưng phải từ bỏ vì quá già[1].
- Sala Baker lồng tiếng Sauron: Nhân vật phản diện chính và là nhan đề của câu chuyện, kẻ tạo ra Chiếc nhẫn quyền lực nằm thôn tính Middle-Earth. Hắn đã bị mất chiếc nhẫn về tay Isildur và liên tục truy tìm nó nằm lấy lại sức mạnh cho mình. Hắn chưa thể lấy lại hình dáng thực sự và chỉ được biết dưới dạng một con mắt.
- Hugo Weaving trong vai Elrond: Lãnh chúa của xứ sở loài tiên ở Rivendell, người điều khiển Hội đồng của Elrond để quyết định xem là gì với Chiếc nhẫn quyền lực. Ông đã mất niềm tin vào sức mạnh loài người sau khi chứng kiến sự yếu đuối của Isildur 3000 năm về trước. David Bowie tỏ ý muốn vai này, nhưng Jackson lại cho rằng, "Để có sự nổi tiếng, nhân vật được yêu mến và một ngôi sao đang có xung đột không thích hợp cho lắm." (To have a famous, beloved character and a famous star colliding is slightly uncomfortable.)[5].
- Cate Blanchett trong vai Galadriel: Galadriel cai quản Lothlórien (cùng với người chồng Celeborn) và là một vị tiên hùng mạnh. Bà cho Frodo thấy điều gì có thể xảy ra trong tương lai qua chiếc gương của mình và đưa cho cậu ánh sáng của ngôi sao Eärendil.
- Liv Tyler trong vai Arwen: Là một tiên nữ, Arwen đưa Frodo tới Rivendell sau khi cậu bị Vua phù thủy đâm. Cô là con gái của Elrond và người yêu của Aragorn, cô đã đưa cho anh ta chiếc dây chuyền Evenstar. Những nhà làm phim để mắt tới Tyler sau khi thấy diễn xuất của cô trong phim Plunkett & Macleane, và New Line Cinema đã nhanh chóng có được một ngôi sao Hollywood trong bộ phim, mặc dầu Tyler xuất hiện trong những cảnh quay ngắn.
- Ian Holm trong vai Bilbo Baggins: Bác của Frodo và là người để lại cho cậu Chiếc nhẫn trước khi đi nghỉ ở Rivendell. Tại đó, ông cho cậu một chiếc áo và thanh kiếm của ông, Sting, thứ phát ra ánh sáng xanh khi có quái vật ở gần. Holm đọc lời thoại Frodo trong phiên bản truyền thanh The Lord of the Rings năm 1981 và được nhận vai này khi Jackson nhớ lại diễn xuất của ông[1].
- Lawrence Makoare trong vai Lurtz: Kẻ điều khiển đoàn quân quái vật của Saruman khi truy đuổi Hiệp hội bảo vệ nhẫn.

## So sánh với nguyên tác
Jackson, Walsh và Boyens đã thay đổi câu chuyện một cách đáng kể nằm phát triển thêm nhân vật. Jackson nói rằng ông muốn tập trung vào nhân vật Frodo và Chiếc nhẫn, "cốt lõi" của câu chuyện. Phần mở đầu bộ phim đã thể hiện câu truyện của Tolkien một cách rất cô đọng, cuộc bao vây pháo đài Barad-dûr của Liên minh cuối cùng (The Last Alliance) trong suốt bảy năm liền được diễn tả trên màn ảnh như một chiến trường, nơi Elendil bị Sauron giết một cách dễ dàng, và sự thất bại của hắn xảy ra nhanh chóng chỉ sau một nhát chém của Isildur bằng thanh kiếm Narsil đã bị gãy. Sauron nổ tung, cho dù thực tế Tolkien chỉ miêu tả rằng linh hồn hắn biến mất. Isildur đã giữ lại Chiếc nhẫn quyền lực như một chiến lợi phẩm, nhưng ông ta không hề bị nó mê hoặc như miêu tả trong phim. Ông được "khuyên" nên tiêu hủy Chiếc nhẫn, nhưng thực sự Isildur và Elrond không hề cùng nhau vào trong lòng núi Doom như trong hồi tưởng của Elrond khi nói chuyện với Gandalf trong phim.
Phần đầu của bộ phim đã được rút gọn và nói chung là có những thiếu sót. Khoảng thời gian từ khi Gandalf để Chiếc nhẫn lại cho Frodo tới lúc ông quay lại để tiết lộ bí mật về nó là 17 năm, bộ phim đã rút ngắn lại để điều hoà thời gian hợp lí. Thời gian chuẩn bị của Frodo tại làng Bree là vài tháng cũng được rút xuống còn 1 ngày để tăng kịch tính. Ngay cả khoảng thời gian từ khi Sam và Frodo rời Bag End tới khi họ gặp Merry và Pippin cũng được giảm xuống. Những nhân vật như Tom Bombadil bị loại bỏ nằm giảm sự rắc rối cũng như nhấn mạnh mối đe dọa của Ma Nhẫn. Những chi tiết không cần thiết cũng được loại bỏ nằm dành thời gian cho sự xuất hiện của Saruman, kẻ mà thực tế bắt đầu xuất hiện trong phần dẫn truyện của cuốn The Two Towers. Đoạn Gandalf bị bắt cũng được thêm vào những cảnh chiến đấu. Vai trò của Saruman cũng được tăng cường: hắn là kẻ gọi ra trận bão tuyết trên núi Caradhas, cơn bão mà trong truyện là do một linh hồn tạo ra.
Một chi tiết quan trọng đã được thêm và là Aragorn phải vượt qua sự ngờ vực bản thân khi lấy lại ngai vàng. Còn trong tiểu thuyết của Tolkien, anh ta luôn dự định sẽ lên ngôi ngay khi có thể. Aragorn rèn lại thanh kiếm Narsil ngay khi gia nhập Hiệp hội bảo vệ nhẫn, nhưng chi tiết này được hoãn tới phần phim thứ ba: The Lord of the Rings: The Return of the King. Tất cả những thay đổi này là do ý tưởng "phát triển nhân vật" của Peter Jackson, ông tin rằng mọi nhân vật đều phải thay đổi và học hỏi được điều gì đó trong suốt diễn biến của câu truyện. Nhân vật Arwen Undomiel được hiện diện rõ ràng hơn trong bộ phim, thay thế vai trò của Glorfindel trong truyện khi giải cứu Frodo khỏi Ma nhẫn, trong kịch bản đã có những chi tiết cho thấy khả năng chiến đấu của cô. Elrond cũng khá khác biệt so với trong tiểu thuyết; trong bộ phim ông luôn nghi ngờ về khả năng tồn tại của loài người khi không có nhà vua. Jackson đã đưa Hội đồng của Elrond vào việc quyết định số phận Chiếc nhẫn khi chuyển sự kiện này từ một chương tới một phần sớm hơn trong phim.
Một vài chi tiết về Moria cũng được thay đổi. Mặc dầu Hiệp hội chỉ biết những người lùn đã bị giết khi vào tới lăng mộ của Balin, nhưng những nhà làm phim đã dùng phương pháp "báo hiệu" (foreshadowing) thay vì làm đúng như trong truyện. Gandalf đã nói với Gimli rằng không nên đi qua Moria, còn Saruman đã đi vào tâm trí Gandalf rồi lật ra bức ảnh Balrog trong một cuốn sách của hắn. Những bộ hài cốt của người lùn cũng xuất hiện ngay từ khi Hiệp hội đi vào hầm mỏ Moria.
Cuốn sách kết thúc một cách đơn giản tại giới hạn của sự kịch tính. Còn phần kết của Jackson đã đưa cuộc chiến tới đỉnh điểm khi ông đưa kẻ địch không có tên vào vai Luzt trong kịch bản. Trong tiểu thuyết, cái chết của Boromir được nhắc tới ở một đoạn dẫn của phần hai bộ sách, nhưng trong phim cuộc đụng độ diễn ra theo thứ tự thời gian thực. Thêm vào đoạn kết trước khi phần phim tiếp theo ra mắt, Aragorn đã nhận ra quyết định ra đi của Frodo.

## Sản xuất
Jackson bắt đầu làm việc với Christian Rivers từ năm 1997 nằm chuyển tải kịch bản phim thành hình ảnh (storyboard), đồng thời cùng Richard Taylor và Weta Workshop xây dựng Midde-earth. Ông bảo họ tạo nên Middle-earth chân thực nhất có thể, giống như đang dựng lại một địa danh có thật trong lịch sử.
Trong tháng 11, Alan Lee và John Howe trở thành những nhà thiết kế đầu tiên cho loạt phim do có kinh nghiệm trong việc vẽ minh họa cho bộ sách và những khả năng khác. Lee làm việc trong nhóm nghệ thuật với nhiệm vụ tạo ra các địa danh như Rivendell, Isengard, Moria và Lothlórien, đưa các hiệu ứng hình học và phong cách Art Nouveau vào loài tiên và người lùn. Mặc dù Howe cũng góp phần vào việc tạo ra Bag End và Argonarth, ông tập trung vào việc thiết kế áo giáp, thứ mà ông đã dành rất nhiều thời gian nghiên cứu. Weta và nhóm nghệ thuật tiếp tục thiết kế trong khi Grant Major chuyển những thiết kế thành công trình kiến trúc và Dan Hennal tìm kiếm địa điểm để dựng cảnh. Vào ngày 1 tháng 4 năm 1999, Ngila Dickson tham gia với nhiệm vụ thiết kế phục trang. Cùng với 40 thợ may bà đã tạo ra khoảng 19000 bộ y phục, 40 bộ các dạng cho diễn viên và diễn viên đóng thế, làm rách và sờn chúng để tạo cảm giác cũ kĩ.

### Địa điểm quay phim

Arwen và Ma nhẫn ở khúc sông Bruinen (Arrowtown)

Danh sách các địa điểm làm phim, sắp xếp theo thứ tự xuất hiện:
| Địa điểm trong tiểu thuyết | Địa điểm ở New Zealand | Khu vục ở New Zealand |
| -------------------------- | ---------------------- | --------------------- |
| Hobbiton                   | Matamata               | Waikato               |
| Khu vườn của Isengard      | Công viên Harcourt     | Upper Hutt            |
| Khu rừng ở Shire           | Otaki Gorge Road       | Vùng bờ biển Kapiti   |
| Bucklebury Ferry           | Keeling Farm, Manakau  | Horowhenua            |
| Khu rừng cạnh làng Bree    | Đồi Takaka             | Nelson                |
| Trollshaws                 | Rừng Waitarere         | Horowhenua            |
| Khúc cạn của sông Bruinen  | Khu bảo tồn Arrowtown  | Queenstown            |
| Rivendell                  | Kaitoke Regional Park  | Upper Hutt            |
| Eregion                    | Mount Olympus          | Nelson                |
| Dimrill Dale               | Hồ Alta                | The Remarkables       |
| Dimrill Dale               | Núi Owen               | Nelson                |
| Lothlórien                 | Hồ Wakatipu            | Queenstown            |
| Sông Anduin                | Sông Rangitikei        | Rangitikei            |
| Sông Anduin                | Poet's Corner          | Upper Hutt            |
| Parth Galen                | Paradise               | Glenorchy             |
| Amon Hen                   | Vùng hồ Mavora         | Milford Sound         |

### Các hiệu ứng đặc biệt
The Fellowship of the Ring sử dụng hàng loạt các kĩ xảo máy tính và hiệu ứng đặc biệt trong dựng phim và hóa trang. Một kĩ xảo xuất hiện trong hầu hết các cảnh của phim mà ai cũng nhận ra là chiều cao nhân vật không đúng như thực tế. Elijah Wood, trong vai Frodo, ngoài đời cao 1,68 mét, trong khi nhân vật trong phim chỉ cao khoảng 1,2 mét. Nhiều kĩ thuật khác nhau đã được sử dụng để thu nhỏ chiều cao của các Hobbit và người lùn Gimli (rất may mắn là chiều cao John-Rhys Davies, người đóng vai Gimli, so với các diễn viên đóng Hobbit có tỉ lệ phù hợp với yêu cầu vai diễn, do đó ông không cần đóng một cảnh 3 lần với 3 tỉ lệ khác nhau để ghép thành cảnh chung khi đứng với các Hobbit trên phim, mặc dù ông còn cao hơn cả diễn viên Orlando Bloom). Các diễn viên vẫn được quay với kích cỡ bình thường, nhưng cảnh nền lại có nhiều phiên bản với nhiều kích cỡ khác nhau, do đó diễn viên luôn xuất hiện với kích cỡ phù hợp. Có một cảnh phim Frodo chạy dọc theo một hành lang và theo sau là Gandalf. Elijah Wood và McKellen đã phải quay ở hai phiên bản với kích cỡ khác nhau của hành lang đấy, máy quay lia qua thật nhanh để che giấu sự lắp ghép. Phương pháp "ép phối cảnh" (forced perspective) cũng được dùng tới để những người Hobbit trông như đang đứng cạnh người thường hay tiên cao hơn hẳn. Hoặc đơn giản hơn, diễn viên có thể quỳ xuống và hóa trang một chút để tạo hiệu ứng này.
Để tạo ra trận chiến giữa Liên minh cuối cùng và quân đội của Sauron trong đoạn đầu bộ phim, một hệ thống kĩ xảo CGI phức tạp, có tên là Massive, đã được Stephen Regelous phát triển để tạo ra hàng ngàn "diễn viên ảo" riêng biệt có các hoạt động độc lập. Nó giúp cho quang cảnh trận chiến trở nên chân thực. Trong giai đoạn đầu đã có một vài lỗi nhỏ xảy ra: trong đoạn chiến đấu đầu tiên giữa các nhóm nhân vật, có những nhóm bị lỗi tự đánh lại chính bên mình. Ở một phiên bản thử nghiệm trước đó, những chiến binh ở ngoài rìa chiến trường tự động chạy mất. Không phải họ được lập trình là những kẻ nhát gan, đó là do họ không thấy kẻ địch đâu để chiến đấu và họ bỏ chạy do hướng đi bị lập trình sai; đúng ra họ phải tiến lên trước tới khi đối mặt kẻ địch và chiến đấu.
Jackson rất chú trọng sự hợp lý về mặt sinh học của các sinh vật được tạo ra trên máy tính. Đầu tiên một mô hình lớn được tạo ra rồi được quét lên máy tính để tạo thêm rất nhiều chi tiết về xương và cơ.
Để tạo ra Balrog, Gary Horsfield đã làm một hệ thống mô phỏng chuyển động của ngọn lửa.

### Âm nhạc
Các bản nhạc trong phim The Lord of the Rings được Howard Shore soạn và biểu diễn bởi dàn nhạc giao hưởng New Zealand, dàn nhạc London Philharmonic, The London Voices và một vài nghệ sĩ độc tấu. Hai bài hát chính của bộ phim, Aníron và bài hát nền "May it be" ở đoạn kết được Enya sáng tác và biểu diễn. Ngoài ra Shore cũng sáng tác bài hát "In Dreams" và được biểu diễn bởi Edward Ross.

## Các giải thưởng
Trong năm 2002, bộ phim giành được 4 giải Oscar và nhận được hơn 13 đề cử. Các danh hiệu đạt được bao gồm: Quay phim xuất sắc nhất (Best Cinematography); Kỹ xảo (Visual Effects); Trang điểm (Makeup) và Nhạc phim hay nhất (Original Music Score). Mặc dù được sự ủng hộ rất lớn từ khán giả, bộ phim vẫn không giành được các giải thưởng được đề cử sau: Nam diễn viên phụ xuất sắc nhất (Best Supporting Actor) (Ian McKellen); Chỉ đạo nghệ thuật xuất sắc nhất (Best Art Direction); Đạo diễn xuất sắc nhất (Best Director); Biên tập (Film Editing); Ca khúc trong phim hay nhất (Best Song) (Enya, Nicky Ryan và Roman Ryan với "May It Be"); Phim hay nhất (Best Picture); Âm thanh (Sound); Thiết kế trang phục (Costume Design) và Kịch bản chuyển thể hay nhất (Writing Adapted Screenplay).
Bộ phim giành được giải Hugo cho phim ấn tượng nhất năm 2002; giải thưởng phim hay nhất do độc giả tạp chí Empire bình chọn; 5 giải BAFTA bao gồm phim hay nhất; giải thưởng David Lean cho đạo diễn, giải thưởng cho khán giả (do khán giả bầu chọn), hiệu ứng đặc biệt và trang điểm.
Sau khi trình chiếu trên toàn thế giới, bộ phim được đưa vào danh sách 10 phim có doanh thu cao nhất với 871 368 364 USD tiền bán vé.

## DVD

### Phiên bản mở rộng
Dài 208 phút với những sửa đổi và các hiệu ứng, bản nhạc mới so với phiên bản phim công chiếu ngoài rạp. Phiên bản này được phát hành trên DVD vào ngày 12 tháng 10 năm 2002 với 4 bài bình luận và rất nhiều chi tiết bổ sung. Phiên bản này thành công tới mức được phát hành lại rất nhiều lần. Những cảnh được phục hồi nổi tiếng bao gồm phần mở đầu mới cho bộ phim (bao gồm đoạn dẫn truyện) và nhiều yếu tố nhân vật, kiến trúc; thể hiện thêm các khía cạnh của các nhân vật chính (như Argorn và Galadriel) ở các đoạn bị cắt trong phiên bản chiếu ngoài rạp. Các cảnh phim thêm vào gồm có:
- Cái chết của Isildur
- Bilbo mở cuốn "Concerning Hobbits" (Liên quan tới người Hobbit)
- Bilbo tránh những người họ hàng tới làm phiền ở Bag-End
- Bilbo và Frodo nói chuyện tại bữa tiệc trong khi tránh những người họ hàng làm phiền
- Những Hobbit tại quán Rồng xanh
- Frodo và Sam nhìn thấy Wood Elves (Tiên rừng) trên đường tới Bến cảng Xám (Grey Havens) trong ngày đầu rời làng Shire
- Chuyến đi qua Midgewater
- Aragorn hát bản "Bài thơ của Lúthien" (The lay of Lúthien)
- Sam chỉ cho Frodo thấy những tên khổng lồ khi ở Trollshaws
- Gandalf sử dụng Ngôn ngữ đen (Black Speech) tại cuộc họp của Elrond
- Aragorn tới thăm ngôi mộ của mẹ
- Hiệp hội từ biệt Rivendell
- Gandalf cảnh báo Frodo về Boromir khi ở gần mỏ Moria
- Gandalf phát hiện mỏ quặng mithril trong mỏ Moria
- Hình ảnh toàn cảnh Lothlórien được thêm vào
- Bài thơ của Sam về pháo hoa của Gandalf
- Hiệp hội có những hồi tưởng khi nhận các món quà của Galadriel
- Celeborn và Aragorn nói chuyện trong cảnh hồi tưởng
- Aragorn và Boromir nhìn thấy Gollum trên một khúc gỗ
- Danh sách Fan Club

### Phiên bản giới hạn
Vào này 29 tháng 8 năm 2006, một phiên bản DVD của The Fellowship of the Rings được phát hành với số lượng giới hạn. Phiên bản này gồm 2 đĩa: đĩa đầu tiên là một DVD hai mặt (DVD-18) bao gồm phiên bản chiếu rạp lẫn phiên bản mở rộng, khán giả có thể chọn phiên bản muốn xem ở bất cứ mặt nào; đĩa thứ hai là một bộ phim tài liệu về quá trình làm phim.